# كريستيان تيرليزي
كريستيان تيرليزي (بالإيطالية: Christian Terlizzi)‏ (مواليد 22 نوفمبر 1979 في روما - إيطاليا) لاعب كرة قدم إيطالي يلعب حاليا لصالح نادي الدرجة الأولى كاتانيا الإيطالي منذ 2007 في مركز قلب الدفاع .

## روابط خارجية
- كريستيان تيرليزي على موقع قاعدة بيانات كرة القدم.إي يو (الإنجليزية)
- كريستيان تيرليزي على موقع ناشيونال فوتبول تيمز (الإنجليزية)
- كريستيان تيرليزي على موقع Soccerway.com (الإنجليزية)
- كريستيان تيرليزي على موقع عالم كرة القدم.نت (الإنجليزية)
- كريستيان تيرليزي على موقع كووورة
- كريستيان تيرليزي على موقع AS.com (الإسبانية)